# Lista över fornlämningar i Gotlands kommun (Dalhem)
Lista över fornlämningar i Gotlands kommun (Dalhem) är en förteckning av ett urval av de fornlämningar som finns i Dalhem i Gotlands kommun.
| Namn        | Lämningstyp                      | Tillkomsttid | Historisk indelning | Plats | Läge                 | ID-nr          | Bild                                      |
| ----------- | -------------------------------- | ------------ | ------------------- | ----- | -------------------- | -------------- | ----------------------------------------- |
| Dalhem 1:1  | Stensättning                     |              | Dalhem, Gotland     |       | 57.514210, 18.543302 | 10090700010001 | Ladda upp en bild av detta fornminne      |
| Dalhem 4:1  | Stensättning                     |              | Dalhem, Gotland     |       | 57.534101, 18.532495 | 10090700040001 | Ladda upp en bild av detta fornminne      |
| Dalhem 4:2  | Stensättning                     |              | Dalhem, Gotland     |       | 57.534172, 18.532580 | 10090700040002 | Ladda upp en bild av detta fornminne      |
| Dalhem 7:1  | Stensättning                     |              | Dalhem, Gotland     |       | 57.540163, 18.530881 | 10090700070001 | Ladda upp en bild av detta fornminne      |
| Dalhem 8:1  | Hällristning                     |              | Dalhem, Gotland     |       | 57.540496, 18.533819 | 11100000000255 | Ladda upp en bild av detta fornminne      |
| Dalhem 10:1 | Hällristning                     |              | Dalhem, Gotland     |       | 57.539123, 18.519121 | 11100000000257 | Ladda upp en bild av detta fornminne      |
| Dalhem 11:1 | Hällristning                     |              | Dalhem, Gotland     |       | 57.537083, 18.516040 | 11100000000258 | Ladda upp en bild av detta fornminne      |
| Dalhem 12:1 | Hällristning                     |              | Dalhem, Gotland     |       | 57.535510, 18.514104 | 11100000000259 | Ladda upp en bild av detta fornminne      |
| Dalhem 13:1 | Grav markerad av sten/block      |              | Dalhem, Gotland     |       | 57.533406, 18.498953 | 10090700130001 | Ladda upp en bild av detta fornminne      |
| Dalhem 13:2 | Stensättning                     |              | Dalhem, Gotland     |       | 57.533406, 18.498953 | 10090700130002 | Ladda upp en bild av detta fornminne      |
| Dalhem 13:3 | Stensättning                     |              | Dalhem, Gotland     |       | 57.533298, 18.498004 | 10090700130003 | Ladda upp en bild av detta fornminne      |
| Dalhem 15:1 | Stensättning                     |              | Dalhem, Gotland     |       | 57.540773, 18.505160 | 10090700150001 | Ladda upp en bild av detta fornminne      |
| Dalhem 18:1 | Hällristning                     |              | Dalhem, Gotland     |       | 57.551456, 18.506271 | 11100000000260 | Ladda upp en bild av detta fornminne      |
| Dalhem 19:1 | Hällristning                     |              | Dalhem, Gotland     |       | 57.551472, 18.506551 | 11100000000342 | Ladda upp en bild av detta fornminne      |
| Dalhem 19:2 | Hällristning                     |              | Dalhem, Gotland     |       | 57.551472, 18.506551 | 11100000000343 | Ladda upp en bild av detta fornminne      |
| Dalhem 24:1 | Stensättning                     |              | Dalhem, Gotland     |       | 57.557433, 18.514555 | 10090700240001 | Ladda upp en bild av detta fornminne      |
| Dalhem 24:2 | Stensättning                     |              | Dalhem, Gotland     |       | 57.557283, 18.514494 | 10090700240002 | Ladda upp en bild av detta fornminne      |
| Dalhem 25:1 | Husgrund, förhistorisk/medeltida |              | Dalhem, Gotland     |       | 57.560738, 18.521567 | 10090700250001 | Ladda upp en bild av detta fornminne      |
| Dalhem 27:1 | Stensättning                     |              | Dalhem, Gotland     |       | 57.564771, 18.533704 | 10090700270001 | Ladda upp en bild av detta fornminne      |
| Dalhem 27:2 | Stensättning                     |              | Dalhem, Gotland     |       | 57.564669, 18.533485 | 10090700270002 | Ladda upp en bild av detta fornminne      |
| Dalhem 29:1 | Stensättning                     |              | Dalhem, Gotland     |       | 57.557807, 18.530123 | 10090700290001 | Ladda upp en bild av detta fornminne      |
| Dalhem 29:2 | Stensättning                     |              | Dalhem, Gotland     |       | 57.557560, 18.530238 | 10090700290002 | Ladda upp en bild av detta fornminne      |
| Dalhem 29:3 | Stensättning                     |              | Dalhem, Gotland     |       | 57.557396, 18.530083 | 10090700290003 | Ladda upp en bild av detta fornminne      |
| Dalhem 29:4 | Stensättning                     |              | Dalhem, Gotland     |       | 57.557280, 18.530128 | 10090700290004 | Ladda upp en bild av detta fornminne      |
| Dalhem 30:1 | Stensättning                     |              | Dalhem, Gotland     |       | 57.569090, 18.523573 | 10090700300001 | Ladda upp en bild av detta fornminne      |
| Dalhem 33:1 | Stensättning                     |              | Dalhem, Gotland     |       | 57.578340, 18.531988 | 10090700330001 | Ladda upp en bild av detta fornminne      |
| Dalhem 34:1 | Husgrund, förhistorisk/medeltida |              | Dalhem, Gotland     |       | 57.572867, 18.534587 | 10090700340001 | Ladda upp en bild av detta fornminne      |
| Dalhem 35:1 | Husgrund, förhistorisk/medeltida |              | Dalhem, Gotland     |       | 57.571124, 18.533181 | 10090700350001 | Ladda upp en bild av detta fornminne      |
| Dalhem 36:1 | Husgrund, förhistorisk/medeltida |              | Dalhem, Gotland     |       | 57.571856, 18.531396 | 10090700360001 | Ladda upp en bild av detta fornminne      |
| Dalhem 38:1 | Husgrund, förhistorisk/medeltida |              | Dalhem, Gotland     |       | 57.574478, 18.534739 | 10090700380001 | Ladda upp en bild av detta fornminne      |
| Dalhem 38:2 | Husgrund, förhistorisk/medeltida |              | Dalhem, Gotland     |       | 57.574502, 18.533910 | 10090700380002 | Ladda upp en bild av detta fornminne      |
| Dalhem 38:3 | Husgrund, förhistorisk/medeltida |              | Dalhem, Gotland     |       | 57.574663, 18.532980 | 10090700380003 | Ladda upp en bild av detta fornminne      |
| Dalhem 40:1 | Gravfält                         |              | Dalhem, Gotland     |       | 57.567072, 18.554443 | 10090700400001 | Ladda upp en bild av detta fornminne      |
| Dalhem 41:1 | Stensättning                     |              | Dalhem, Gotland     |       | 57.566190, 18.555790 | 10090700410001 | Ladda upp en bild av detta fornminne      |
| Dalhem 42:1 | Gravfält                         |              | Dalhem, Gotland     |       | 57.569102, 18.540673 | 10090700420001 | Ladda upp en bild av detta fornminne      |
| Dalhem 43:1 | Husgrund, förhistorisk/medeltida |              | Dalhem, Gotland     |       | 57.552816, 18.557578 | 10090700430001 | Ladda upp en bild av detta fornminne      |
| Dalhem 44:1 | Husgrund, förhistorisk/medeltida |              | Dalhem, Gotland     |       | 57.550960, 18.537568 | 10090700440001 | Ladda upp en bild av detta fornminne      |
| Dalhem 45:1 | Minnesmärke                      |              | Dalhem, Gotland     |       | 57.553211, 18.535766 | 10090700450001 | Ladda upp en till bild av detta fornminne |
| Dalhem 46:1 | Minnesmärke                      |              | Dalhem, Gotland     |       | 57.552542, 18.531875 | 10090700460001 | Ladda upp en bild av detta fornminne      |
| Dalhem 49:1 | Hällristning                     |              | Dalhem, Gotland     |       | 57.544470, 18.533090 | 11100000000344 | Ladda upp en bild av detta fornminne      |
| Dalhem 49:2 | Hällristning                     |              | Dalhem, Gotland     |       | 57.544444, 18.533085 | 11100000000345 | Ladda upp en bild av detta fornminne      |
| Dalhem 56:1 | Husgrund, förhistorisk/medeltida |              | Dalhem, Gotland     |       | 57.555378, 18.517800 | 10090700560001 | Ladda upp en bild av detta fornminne      |
| Dalhem 59:1 | Stensättning                     |              | Dalhem, Gotland     |       | 57.569552, 18.522229 | 10090700590001 | Ladda upp en bild av detta fornminne      |
| Dalhem 63:1 | Husgrund, förhistorisk/medeltida |              | Dalhem, Gotland     |       | 57.571427, 18.530503 | 10090700630001 | Ladda upp en bild av detta fornminne      |
| Dalhem 64:2 | Husgrund, förhistorisk/medeltida |              | Dalhem, Gotland     |       | 57.570926, 18.530995 | 10090700640002 | Ladda upp en bild av detta fornminne      |
| Dalhem 65:1 | Hällristning                     |              | Dalhem, Gotland     |       | 57.571347, 18.534473 | 11100000000346 | Ladda upp en bild av detta fornminne      |
| Dalhem 65:2 | Hällristning                     |              | Dalhem, Gotland     |       | 57.571359, 18.534550 | 11100000000347 | Ladda upp en bild av detta fornminne      |
| Dalhem 68:1 | Stensättning                     |              | Dalhem, Gotland     |       | 57.568852, 18.541909 | 10090700680001 | Ladda upp en bild av detta fornminne      |
| Dalhem 69:1 | Hög                              |              | Dalhem, Gotland     |       | 57.568515, 18.541429 | 10090700690001 | Ladda upp en bild av detta fornminne      |
| Dalhem 73:1 | Stensättning                     |              | Dalhem, Gotland     |       | 57.573631, 18.552291 | 10090700730001 | Ladda upp en bild av detta fornminne      |
| Dalhem 74:1 | Stensättning                     |              | Dalhem, Gotland     |       | 57.571014, 18.564179 | 10090700740001 | Ladda upp en bild av detta fornminne      |
| Dalhem 75:1 | Stensättning                     |              | Dalhem, Gotland     |       | 57.571610, 18.564224 | 10090700750001 | Ladda upp en bild av detta fornminne      |
| Dalhem 79:1 | Stensättning                     |              | Dalhem, Gotland     |       | 57.560701, 18.522648 | 10090700790001 | Ladda upp en bild av detta fornminne      |
| Dalhem 79:2 | Stensättning                     |              | Dalhem, Gotland     |       | 57.560835, 18.522828 | 10090700790002 | Ladda upp en bild av detta fornminne      |
| Dalhem 79:4 | Husgrund, förhistorisk/medeltida |              | Dalhem, Gotland     |       | 57.561113, 18.522869 | 10090700790004 | Ladda upp en bild av detta fornminne      |